# Silo alupkensis
Silo alupkensis là một loài trong họ Goeridae. Loài này phân bố ở miền Cổ bắc.